# Maud Bodkin
Amy Maud Bodkin (1875 em Chelmsford, Essex – 1967 em Hatfield, Hertfordshire) foi uma estudiosa clássica inglesa, escritora de mitologia e crítica literária. Ela é mais conhecida por seu livro de 1934, Archetypal Patterns in Poetry: Psychological Studies of Imagination (Londres: Oxford University Press). Geralmente é considerado um trabalho importante na aplicação das teorias de Carl Jung à literatura.
Outras obras principais de Bodkin são The Quest for Salvation in an Ancient and a Modern Play (Londres e Nova York: Oxford University Press, 1941) e Studies of Type-Images in Poetry, Religion and Philosophy (Londres e Nova York: Oxford University Press, 1951). Lecionou no Homerton College, Cambridge, de 1902 a 1914.

## Archetypal Patterns in Poetry
Em Archetypal Patterns in Poetry, Bodkin aplica a teoria do inconsciente coletivo de Jung à poesia, descobrindo um significado primitivo profundo por trás de imagens, símbolos e situações poéticas recorrentes. Ela tentou, como cita Boswell, "trazer análise e reflexão psicológica para a experiência imaginativa comunicada pela grande poesia, e examinar as formas ou padrões nos quais as forças universais de nossa natureza encontram objetificação".
Entre as formas ou padrões arquetípicos que Bodkin apresentou, de acordo com Boswell, podem estar incluídos: o "complexo de Édipo , o "arquétipo do renascimento", o "arquétipo do Céu e do Inferno" e "imagens do Diabo, do Herói e de Deus". Boswell continua escrevendo que "as análises e apresentações de Bodkin são excelentes; mas as explicações, quando são tentadas, parecem inadequadas para explicar alguns fatos muito significativos que as análises trouxeram à tona".
Por outro lado, Willcock afirma que "a impressão final deixada pelo livro de Bodkin é uma sensibilidade incomum na leitura e sinceridade na experiência de registro". Além disso, "a busca de símbolos primordiais por Bodkin serve à sua determinação de mostrar, pelo menos de um ângulo de abordagem, o que é a poesia e como ela funciona. Ela se impede de escorregar pela ladeira fácil de significados de paráfrase e prosa; nem é impelida em alegorias e tipificações".
Finalmente, Hooke chamou Archetypal Patterns in Poetry "um livro diferenciado; distinguido por raciocínio agudo, aprendizado amplo e profundo e uma boa sensibilidade aos valores poéticos. É uma tentativa corajosa e, em grande parte, bem-sucedida de aplicar a técnica da psicologia analítica aos padrões emocionais turvos e indescritíveis trazidos à consciência pela magia da grande poesia.”
Os textos que Bodkin discute em Archetypal Patterns in Poetry incluem os de Virgílio, Dante, Shakespeare, Milton e Coleridge (Hooke 1935: 176; Boswell 1936: 553; Willcock 1936: 91); Goethe e Eurípides; e Ésquilo, Shelley, T. S. Eliot, bem como os Evangelhos Cristãos.

### Discussão
No trabalho dos poemas de Milton e Ésquilo, por exemplo, assim como no Prometheus Unbound de Shelley, há uma figura paterna que Bodkin identifica como o Déspota Divino.
O Déspota Divino parece estar envolvido no arquétipo Céu-Inferno, cujo núcleo contém um "aspecto vital" positivo e negativo, e aparece no espaço "como uma imagem de beleza com uma sombra ameaçadora sempre presente, uma desolação abaixo ou ao redor dela".

O Céu, o Inferno e o Déspota Divino podem descer à terra e ter filhos no tema Hamlet, que envolve a "atitude ambivalente" de uma criança em relação aos pais e cujas variações são derivadas de Édipo e Orestes, ou todos podem permanecer no nível divino, como na situação com Deus e Satanás de Milton, ou com Zeus e Prometeu de Ésquilo: 
 "O antagonismo entre Prometeu e Zeus pode ser atribuído, em parte, a uma tensão psicológica muito geral, entre o instinto de auto-expressão e rebelião contra os valores do grupo, e o instinto oposto de sustentar esses valores de grupo e mesclar reivindicações pessoais com maior poder. Bodkin mostra como o Satanás de Milton representa essas duas forças psicológicas em momentos diferentes. Às vezes, ele é o antagonista heróico da tirania e, às vezes, um inimigo diabólico dos valores do grupo, concebido para residir na proteção de Deus. Na mente do leitor, existem essas forças, às vezes herdadas de tempos muito antigos, e elas podem determinar sua resposta à poesia de maneira bastante independente de seu pensamento consciente sobre Deus, destino e moralidade. Como na mente do poeta ou percipiente o caráter de Satanás se alterna, de maneira inversa, o caráter de Deus também deve se alternar. No Prometeu de Ésquilo são lembrados tênues medos de que o progresso é errado, hostil ao grupo; mas também há instintos presentes de auto-afirmação e rebelião. Esses instintos estão ligados aos desejos e medos infantis que ainda espreitam em nossas mentes. Um poeta pode "recordar um tipo infantil de medo religioso", sugerindo "a doutrina freudiana do complexo paterno ou imago em relação a Deus". "A escola freudiana de psicólogos afirmou que a vida religiosa representa uma dramatização no plano cósmico de emoções que surgiu na relação da criança com seus pais' ". 
 Para complicar, está o arquétipo do Renascimento, que, como o arquétipo do Céu e Inferno, também envolve um "aspecto vital" que é simultaneamente positivo e negativo, mas que aparece, não estático, mas "como uma passagem no tempo, da vida para a morte desolada e além, para a vida renovada". Além disso, existe um "estágio de jornada noturna dentro do padrão do Renascimento".

Renascimento é 
 "um movimento, para baixo ou para dentro, em direção ao centro da terra, ou uma cessação de movimento—uma mudança física que ... aparece também como uma transição para uma relação cortada com o mundo exterior e, pode ser, em direção à desintegração e morte. Esse elemento no padrão é equilibrado por um movimento para cima e para fora—uma expansão ou explosão de atividade, uma transição para a redintegração e a renovação da vida". 
 O renascimento começa com a frustração e tem como objetivo a transcendência; entre esses dois estende-se o "processo de crescimento, ou 'evolução criativa', no curso do qual os fatores constituintes são transformados".
Céu, Inferno e Renascimento estão relacionados: "O Céu é principalmente um jardim na primavera, o Inferno é a paisagem do inverno ou do deserto e o Renascimento é uma violeta de abril". O Paraíso Perdido de Milton é um exemplo dessa inter-relação dos dois arquétipos, em que Bodkin afirma que "é como se o sentimento do poeta tivesse adivinhado a relação dos conceitos de Céu e Inferno com as imagens da beleza da primavera e das trevas sob a terra de onde a beleza surge e para a qual retorna". Interpadronização adicional dos dois arquétipos, espacial e temporalmente, ocorre quando Satanás emerge "para cima de sua tremenda caverna abaixo do reino do Caos, para desviar a Eva semelhante à flor em seu Paraíso murado e torná-la uma prisioneira de seu Inferno, assim como Plutão levantou-se de debaixo da terra para levar Proserpina de seu prado florido".
Acima de tudo, a imagem da Estrela "brilha claramente, por um momento, entre os opostos, entre homem e mulher, entre dia e noite; [desaparece] e volta como o florescer de uma flor, à medida que os ritmos do mundo varrem".

## Outras leituras, outros escritos

### Cartas e artigos
Bodkin não se limitou aos clássicos nem a Jung, no entanto. Ela também era uma leitora astuta de outros importantes filósofos da época. A edição de julho de 1938 da Philosophy, por exemplo, publicou uma carta que Bodkin escreveu ao editor sobre Santayana: 
 "Parece-me que muitos filósofos estão percebendo corretamente—hoje, talvez mais do que nunca—que nossas representações mais claras da realidade, sejam apresentadas em termos conceituais austeros ou variadas com imagens abundantes, podem com justiça igual ser descritas como mitos—mitos no sentido de representações parciais de algum ponto de vista humano, historicamente condicionado, daquilo que necessariamente transcende o alcance humano". 
 Enquanto a mesma edição de julho de 1940 da mesma revista apresentou esta declaração por ela: 
 “Em meu próprio pensamento, percebi a importância do princípio do professor Collingwood. O processo que ele descreve de estar "sobrecarregado" com um problema que começa como um "distúrbio sem forma" e que toma configuração gradualmente em questões urgentes, é uma questão emocional não menos que da vida intelectual. Aqueles de nós que realmente mantêm princípios liberais ou democráticos os sustentam, eu sustentaria, nem como hábito nem como pensamento apenas "cerebral", sem emoção. Pelo contrário, eles estão envolvidos em nossa luta intelectual e emocional com problemas tão profundamente enraizados em nossa vida individual e social que têm caráter virtualmente religioso". 
 Bodkin também lidou com as ideias de I. A. Richards e A. N. Whitehead, examinando o conceito de "persuasão divina" deste último em um artigo de 1945 intitulado "Agências Físicas e a Persuasão Divina" e o entendimento do primeiro sobre "verdade na poesia" em um artigo de o mesmo nome, que conclui: 
 “Como eu esclareço, através da análise reflexiva da comunicação imaginativa, minhas referências intelectuais a esses objetos sociais—estados e forças que entram na nossa vida comum—que o poeta pode retratar através de figuras heroicas, ou nomear Deus, Diabo, Céu, Inferno, estou ao mesmo tempo ordenando minhas atitudes emocionais em relação a esses objetos. O ganho que veio àqueles de nós a quem os escritos do Dr. Richards estimularam a um maior interesse pelas atitudes harmonizadas pela poesia é aumentado, parece-me, quando restauramos àquelas atitudes e referências das quais Richards separa a unidade reivindicada para elas pela Filosofia do Organismo". 

### Os livros posteriores de Bodkin
Os temas cristãos, juntamente com os das "grandes religiões do Oriente", passaram a dominar os pensamentos e escritos posteriores de Bodkin, que também podem ter sido influenciados por suas leituras de Martin Buber, Gilbert Ryle e Karl Jaspers (entre outros), como sua carta de 1944 ao editor da Philosophy, "Our Knowledge of One Another", e um artigo de 1956 na mesma revista, "Knowledge and Faith", parecem mostrar. O título do pequeno livro de Bodkin (54 páginas), The Quest for Salvation in an Ancient and a Modern Play, substancia uma de suas principais preocupações. Este livro compara Eumênides, de Ésquilo, com temas de The Family Reunion, de T. S. Eliot, a "peça moderna" que Bodkin revisara dois anos antes, em maio de 1939.
Quanto ao último trabalho importante de Bodkin, Studies of Type-Images in Poetry, Religion and Philosophy, Carré  afirma que "compreende meditações soltas sobre temas religiosos, que se desviam de uma série de ideias nubladas e abrangem várias citações de romancistas. dramaturgos, poetas e profetas". A "questão básica" que os Estudos de Imagens-Tipo em Poesia, Religião e Filosofia exploram foi "sugerida à autora por Martin Buber", enquanto "a resposta, na medida em que qualquer resposta pode ser dada, deriva de certas implicações filosóficas doss estudos psicológicos de Carl Jung". Neste livro, Bodkin tentou "entender e fazer alguma discriminação e escolha razoáveis entre as imagens-tipo que estão realmente trabalhando entre nós e que estão disponíveis a nós abertamente em formas literárias, ritualísticas ou filosóficas".
Hayward também afirma que Bodkin criticou "a crítica de Freud à religião, alegando que ele conhecia apenas Zeus ou Jeová, o tipo de Deus autoritário e paterno, um Deus que nunca sofreu nascimento, sofrimento, morte, como Dionísio ou Jesus". Além disso, Aldrich destaca que os Estudos de Imagens-Tipo em Poesia, Religião e Filosofia são "uma continuação e complemento" de Padrões Arquetípicos em Poesia e que o tema de ambos os livros é "a atual ideia difundida de que não nos despertamos totalmente do "sonho" da consciência mítica, cujos símbolos ainda são explorados na grande poesia e religião e até na metafísica".
Além disso, "os dois livros foram escritos sob o encanto principalmente de C. J. Jung, mas também de Albert Schweitzer e Platão. Ambos usam métodos introspectivos e subjetivistas da psicologia profunda, tentando divulgar ou tornar explícitos os 'padrões arquetípicos' da experiência e da cultura pré-lógica".

 Alguns escritores acharam que a "imagem-tipo" do último livro de Bodkin era um conceito mais frutífero do que o "arquétipo" de seu primeiro. Por exemplo, Walter Sutton publicou um ensaio em 1960 que 
 "discute o conceito de "arquétipo" de C. G. Jung, usado por vários críticos, especialmente por Maud Bodkin. A conclusão da discussão é que, em vez de "arquétipo", deveríamos usar o conceito de "imagem-tipo", como Maud Bodkin ultimamente o fez. Evitamos, assim, as duvidosas conotações mitológicas e psicológicas do termo: arquétipo—já que o termo "imagem-tipo" admite a possibilidade de uma sucessão histórica de tipos sem implicar a existência de um protótipo único, supostamente o substrato subjacente de todas as formas literárias referindo-se a um "mito" primordial. O novo termo proposto retém a ideia de uniformidade e recorrência inerente à ideia de 'arquétipo', mas nos faz conceber a literatura como um fenômeno culturalmente condicionado, valorizado não por causa da uniformidade mítica, mas pela apreciação da originalidade historicamente variável”. 

### Escritos de Maud Bodkin
- Bodkin, M. (1934). Archetypal Patterns of Poetry: Psychological Studies of Imagination. London: Oxford University Press. [Subsequent printings retain pagination of the first edition.]
- Bodkin, M. (1935). Truth in Poetry. Philosophy 10(40):467–472.
- Bodkin, M. (1938). [Letter to the Editor.] Philosophy 13(51):379–380.
- Bodkin, M. (1939). The Eumenides and Present-Day Consciousness. [Review of T. S. Eliot's The Family Reunion.] Adelphi 15:411–413.
- Bodkin, M. (1940). [Letter to the Editor.] Philosophy 15(59):334–335.
- Bodkin, M. (1941). The Quest for Salvation in an Ancient and a Modern Play. London and New York: Oxford University Press.
- Bodkin, M. (1944). Our Knowledge of One Another. [Letter to the Editor.] Philosophy 19(73):190.
- Bodkin, M. (1945). Physical Agencies and the Divine Persuasion. Philosophy 20(76):148–161.
- Bodkin, M. (1951). Studies of Type-Images in Poetry, Religion and Philosophy. London and New York: Oxford University Press.
- Bodkin, M. (1956). Knowledge and Faith. Philosophy 31(117):131–141.

### Resenhas dos trabalhos de Bodkin
- Aldrich, V. C. (1953). Review of Bodkin (1951). Philosophical Review 62(1):153–154.
- Boswell, F. P. (1936). Review of Bodkin (1934). American Journal of Psychology 48(3):553–554.
- Carré, M. H. (1952). Review of Bodkin (1951). Philosophy 27(102):285.
- Hayward, J. F. (1952). Review of Bodkin (1951). Journal of Religion 32(3):225–226.
- Hooke, S. H. (1935). Review of Bodkin (1934). Folklore 46(2):176–179.
- Willcock, G. D. (1936). Review of Bodkin (1934). Modern Language Review 31(1):91–92.

### Outras fontes
- Allgaier, J. (1973). Is King Lear an Antiauthoritarian Play? Proceedings of the Modern Language Association 88(5):1033–1039.
- Knight, W. F. J. (1938). Zeus in the Prometheia. Journal of Hellenic Studies 58(1):51–54.
- Morgan, C. H. (1971). A New Look at Whitman's "Crisis." South Atlantic Bulletin 36(2):41–52.
- Rieser, M. (1962). Some Recent Articles of Interest. Journal of Aesthetics and Art Criticism 21(1):107–110.
- Rosenman, J. B. (1978). The Heaven and Hell Archetype in Faulkner's "That Evening Sun" and Bradbury's Dandelion Wine. South Atlantic Bulletin 43(2):12–16.
- Shmiefsky, M. (1967). In Memoriam: Its Seasonal Imagery Reconsidered. SEL: Studies in English Literature 1500–1900 7(4):721–739.
- Sutton, W. (1960). L’archetipo e la storia. Rivista di Estetica 5(3):349–357.
- Williams, E. W. (1973). In Defense of Lady Macbeth. Shakespeare Quarterly 24(2):221–223.